# セラノーバ
セラノーバ（Celanova）は、スペイン・ガリシア州オウレンセ県のムニシピオ（基礎自治体）。コマルカ・ダ・テーラ・デ・セラノーバに属する。ガリシア統計局によると2013年の人口は5,638人（2010年：5,949人、2009年：6,020人、2008年：6,075人、2007年：6,104人、2003年：6,071人） 。住民呼称は、celanovés/-esa。
ガリシア語話者の自治体人口に占める割合は96.12％（2001年）。 

## 地理
セラノーバはオウレンセ県の西部に位置し、コマルカ・ダ・テーラ・デ・セラノーバに属する。北はカルテージェとア・メルカと、東はア・ボーラと、南はベレーアと、西はラミラスとキンテーラ・デ・レイラードの各自治体と境界をなす。自治体中心地区はセラノーバ教区のセラノーバ地区。
セラノーバは県都オウレンセとは、そのまま南へ行くとポルトガルのリンドーソに行きつく国道120号線（N-120）でつながっている。 自治体内にはアルノイア川とその多くの支流、オリージェ川、トゥーニョ川が流れている。 西部（トゥーニョ川地域）は高台になっており、東部の低地（アルノイア川、オリージェ川地域）に人口は集中している。 降水量は多くなく、また気温差は激しい。
セラノーバはセラノーバ司法管轄区に属し、同管轄区の中心自治体である。

### 人口
| セラノーバの人口推移 1900－2010                         |
|                                                         |
| 出典:INE（スペイン国立統計局）1900年 - 1991年、1996年 - |

## 歴史
936年ロセンド・デ・セラノーバによって、のちにさまざまな特権を与えられることになるサン・サルバドール・デ・セラノーバ修道院（Mosteiro de San Salvador de Celanova）が設立された。11世紀にはその力は最大となり、その支配はアルタ・リミア、モンテレイ、オ・リベイロにまで及んだ。
イルマンディーニョの反乱によって、ミルマンダ城とビラノバ・ドス・インファンテス城は破壊された。15世紀になると、修道院は貴族の搾取によって衰退していったが、カトリック両王によってそれらは取り返された。1506年以降はバリャドリッドのベネディクト会のサン・ベニート・エル・レアル修道院との結びつきを深め、その独立性を失っていった。
セラノーバはスペインとポルトガルとの国境地域にあるため、両国の間で何度も争奪の的となった。19世紀自由な三年期に修道院は修道会の支配から離れ、1837年最終的に永代所有財産解放令によって没収された。
1927年ビラノバ・ドス・インファンテス地区を、1967年アセベード・ド・リオ地区を編入。

## 政治
自治体首長はガリシア国民党（PPdeG）のアントーニオ・モウリージョ・ビジャール（Antonio Mourillo Villar）、自治体評議員は、ガリシア国民党：7、ガリシア民族主義ブロック（BNG）：3、ガリシア社会党（PSdeG-PSOE）：3となっている（2011年5月22日の自治体選挙結果、得票順）。
| 1999年6月13日自治体選挙 |        |        |          |
| 政党                    | 得票数 | 得票率 | 獲得議席 |
| PPdeG                   | 2,616  | 68.25% | 9        |
| BNG                     | 792    | 20.66% | 3        |
| PSdeG-PSOE              | 367    | 9.57%  | 1        |

| 2003年5月25日自治体選挙 |        |        |          |
| 政党                    | 得票数 | 得票率 | 獲得議席 |
| PPdeG                   | 2,379  | 57.22% | 8        |
| PSdeG-PSOE              | 1,082  | 26.02% | 3        |
| BNG                     | 669    | 16.09% | 2        |

| 2007年5月27日自治体選挙 |        |        |          |
| 政党                    | 得票数 | 得票率 | 獲得議席 |
| PPdeG                   | 1,980  | 46.20% | 7        |
| PSdeG-PSOE              | 1,041  | 24.29% | 3        |
| BNG                     | 1,034  | 24.13% | 3        |
| TEGA                    | 199    | 4.64%  | 0        |

| 2011年5月22日自治体選挙 |        |        |          |
| 政党                    | 得票数 | 得票率 | 獲得議席 |
| PPdeG                   | 1,978  | 50.05% | 7        |
| BNG                     | 1,053  | 26.64% | 3        |
| PSdeG-PSOE              | 873    | 22.09% | 3        |

## 教区
セラノーバは19の教区に分けられる。太字は自治体中心地区のある教区。
- アセベード・ド・リオ（サン・シュルショ）
- アルカサル・デ・ミルマンダ（サンタ・マリーア）
- アモローセ（サンティアーゴ）
- アンセミル（サンタ・マリーア）
- バルシャ（サン・トメ）
- ボバデーラ（サンタ・マリーア）
- カニョン（サン・ロウレンソ）
- カストロマオ（サンタ・マリーア）
- セラノーバ（サン・ロセンド）
- フェチャス（サンタ・マリーア）
- フレイショ（サンタ・クリスティーナ）
- ミルマンダ（サンタ・エウフェミア）
- モウリジョス（サン・ペドロ）
- オルガ（サン・ミゲル）
- ラバル（サン・サルバドール）
- ア・ベイガ（サン・パイオ）
- ビラノーバ・ドス・インファンテス（サン・サルバドール）
- ビベイロ（サン・ショアン）

## 出身著名人
- マヌエル・クーロス・エンリケス（1851-1908）:  レシュルディメント（ガリシア語復興運動）期を代表する詩人。
- セルソ・エミリオ・フェレイロ（1912-1979）:  詩人。